# Bulbophyllum rigidum
Bulbophyllum rigidum là một loài phong lan thuộc chi Bulbophyllum.